# Підла людина
Підла людина (англ. The Yellow Dog) — американська драма режисера Коліна Кемпбелла 1918 року.

## У ролях
- Артур Хойт — Альберт Волкер
- Ентрім Шорт — «Носатий» Вайт
- Клара Хортон — Кейт Каммінгс
- Френк Кларк — Александр Каммінгс
- Вілл Мачін — Карл Шнайдер
- Френк Хейес — Джонс
- Фред Келсі — Макс Камміч
- Фред Старр — Генрі Беббіт
- Рубі Лафаєтт — місіс Блейклі
- Ральф Грейвз — Том Блейклі
- Лілліен Кларк — кохана Тома
- Гарольд Гудвін
- Гордон Гріффіт